# Ratojaure
Ratojaure är en sjö i Kiruna kommun i Lappland och ingår i Torneälvens huvudavrinningsområde. Sjön har en area på 1,81 kvadratkilometer och ligger 773 meter över havet. Ratojaure ligger i Torne och Kalix älvsystem Natura 2000-område. Sjön avvattnas av vattendraget Rautasälven (Rautasätno).

## Delavrinningsområde
Ratojaure ingår i det delavrinningsområde (756729-161324) som SMHI kallar för Utloppet av Ratojaure. Medelhöjden är 1 102 meter över havet och ytan är 21,66 kvadratkilometer. Räknas de 8 avrinningsområdena uppströms in blir den ackumulerade arean 238,41 kvadratkilometer. Rautasälven (Rautasätno) som avvattnar avrinningsområdet har biflödesordning 2, vilket innebär att vattnet flödar genom totalt 2 vattendrag innan det når havet efter 495 kilometer. Avrinningsområdet består mestadels av kalfjäll (79 procent). Avrinningsområdet har 2,03 kvadratkilometer vattenytor vilket ger det en sjöprocent på 9,4 procent. Delavrinningsområdet täcks till 11,45 procent av glaciärer, med en yta av 2,4806 kvadratkilometer.